# Irmgard Christa Becker
Irmgard Christa Becker (* 6. September 1963 in Waiblingen) ist eine deutsche Archivarin und Historikerin. Sie ist Leiterin der Archivschule Marburg.

## Leben
Irmgard Christa Becker studierte von 1983 bis 1991 Geschichte und Französisch an den Universitäten Tübingen und Wien. Während der Studienzeit in Wien war sie Teilnehmerin des 58. Kurses am Institut für Österreichische Geschichtsforschung. Von 1991 bis 1994 war sie wissenschaftliche Mitarbeiterin am Lehrstuhl für mittelalterliche Geschichte der Universität Tübingen, bevor sie von 1995 bis 1997 das Archivreferendariat beim Land Baden-Württemberg absolvierte. 1996 schloss sie ihre Promotion zum Thema „Geistliche Parteien und die Rechtsprechung im Bistum Konstanz im 12. und 13. Jahrhundert“ an der Universität Tübingen ab.
Nach Beendigung des Referendariats war Becker von 1997 bis 1999 wissenschaftliche Mitarbeiterin am Württembergischen Landesmuseum für die Landesausstellung Vorderösterreich – Nur die Schwanzfeder des Kaiseradlers? 1999 übernahm sie die Leitung des Stadtarchivs Saarbrücken. Seit 2010 ist sie Leiterin der Archivschule Marburg.
Von 2009 bis 2013 war sie Schatzmeisterin und von 2013 bis 2016 Vorsitzende des Verbands deutscher Archivarinnen und Archivare.

## Veröffentlichungen
- Geistliche Parteien und die Rechtsprechung im Bistum Konstanz (1111–1274). Böhlau, Köln/Weimar/Wien 1998, ISBN 3-412-12697-7.
- Vorderösterreich, nur die Schwanzfeder des Kaiseradlers? Die Habsburger im deutschen Südwesten. Süddeutsche Verlagsgesellschaft, Ulm 1999, ISBN 3-88294-276-2.
- Saarbrücken in den 50er und 60er Jahren. Wartberg, Gudensberg/Gleichen 1999, ISBN 3-86134-560-9.